# Yinghuo-1
Yinghuo-1 (chinesisch 螢火一號 / 萤火一号, Pinyin Yínghuŏ Yīhào) war eine chinesische Raumsonde für die Erforschung des Mars als Orbiter.

## Geschichte
Die Sonde wurde ab 2006 an der Shanghaier Akademie für Raumfahrttechnologie entwickelt  
und im Juni 2009 fertiggestellt.
Beim Namen handelt es sich um ein Wortspiel. Da der Mars durch seinen stark schwankenden Abstand zur Erde – zwischen 56 und 401 Millionen Kilometer – mal mehr und mal weniger hell erscheint, trug der Planet im alten China, auch wegen der durch das Eisenoxid auf seiner Oberfläche bedingten roten Farbe, den Namen 荧惑 (Pinyin Yínghuò), also „glimmende Ungewissheit“. Der heutige Name 火星 (Pinyin Huŏxīng), also „Feuerstern“, taucht erst zu Beginn des 1. Jahrhunderts mit der Verbreitung der während der Zeit der Streitenden Reiche entstandenen Fünf-Elemente-Lehre auf.
Ähnlich wie beim Kriegsgott Mars im Westen galt der Yinghuo in China als Dämon, der Planet hatte stark negative Konnotationen.
Daher wählte man für die Sonde den fast gleich ausgesprochenen, aber putzigeren Namen 萤火 (Pinyin Yínghuŏ), also „Glühwürmchen“, letztendlich aber doch „Mars 1“.
Die Sonde wurde am 8. November 2011 von Baikonur als Huckepacknutzlast der russischen Marssonde Phobos-Grunt mit einer Zenit-3F-Rakete gestartet. Die Zusammenarbeit von China und Russland bei dieser Mars-Mission war 2007 vereinbart worden. Da der Einschuss in die Übergangsbahn zum Mars  unterblieb, konnte die Sonde nicht den Parkorbit verlassen. Am 15. Januar 2012 trat Yinghuo-1 zusammen mit Phobos-Grunt in die Erdatmosphäre ein und verglühte über dem Ostpazifik.

## Technik
Yinghuo-1 war 0,75 × 0,75 × 0,60 m groß und 115 kg schwer. Er sollte den Mars zwei Jahre lang in einer hochelliptischen Bahn von 800 × 80.000 km mit 5° Inklination und drei Tagen Umlaufzeit umkreisen. Dabei sollte die Oberfläche und die Atmosphäre des Planeten untersucht werden. Hierzu waren folgende Nutzlasten an Bord:
- Kamera mit mittlerer Auflösung für Kartografierungszwecke
- Kamera mit hoher Auflösung (200 m pro Pixel) für Detailfotos[6]
- Fluxgate-Magnetometer (Messbereich: um 256 nT, Auflösung: 0,01 nT)
- Plasmaanalysegerät für Elektronen (Ladung) und Ionen (Ladung und Masse)
- Funkempfänger zur Messung der Dämpfung der Signale von Phobos-Grunt (416,5 MHz und 833 MHz) durch die Mars-Ionosphäre[7][8]

Die Datenübertragung sollte im S-Band mit einer etwa ein Meter großen Antenne, 12 Watt Sendeleistung und einer Datenübertragungsrate von 2500 bps erfolgen. Die beiden dreiteiligen Solarzellenausleger besaßen eine Spannweite von 5,6 m und sollten eine Leistung von durchschnittlich 90 Watt liefern.

## Sonstiges
Nach dem Scheitern der Mission wurde Yinghuo-1 in den chinesischen Medien jahrelang kaum noch erwähnt. Als die zweite Marssonde Tianwen-1 jedoch am 25. August 2020, dem 7. Tag des 7. Monats nach dem Mondkalender, also dem einen Tag im Jahr, an dem sich Kuhhirte und Weberin über die Elsternbrücke begegnen, eine Entfernung von genau 10 Millionen Kilometer von der Erde erreichte (und der Rover Jadehase 2 genau 600 Tage auf dem Mond verbracht hatte), veröffentlichte die Nationale Raumfahrtbehörde Chinas folgendes Gedicht, wobei sie sich auf eine alte Redewendung bezog, die besagt, dass jemand, der das kaiserliche Palastexamen – die höchste Stufe der Beamtenprüfung – besteht, von nun an auf dem Mond Dienst tut:
| 蟾宫折桂, 月背拓荒； 荧惑不远， 未来可期。 | Chángōng zhé guì, yuèbēi tuò huāng; Yínghuò bù yuǎn, wèilái kě qī. | Wir pflücken Osmanthusblüten im Palast der Mondkröte, wir machen die Rückseite des Trabanten urbar; der Mars ist nicht mehr weit, die Zukunft ist in Reichweite. |

Yinghuo-1 wird heute offiziell als „Chinesisch-russisches Gemeinschaftsprojekt zur Erkundung des Mars“ (中俄联合探测火星计划) bezeichnet, die rein chinesische Tianwen-1-Mission dagegen als „Erste chinesische Marserkundungsmission“ (中国首次火星探测任务).